# Begonia macduffieana
Begonia macduffieana es una especie de planta perenne perteneciente a la familia Begoniaceae. Es originaria de Sudamérica.

## Distribución
Es un endemismo de Brasil.

## Taxonomía
Begonia macduffieana fue descrita por L.B.Sm. & B.G.Schub.  y publicado en Begonian 52: 135–136, pl. 1985.
Etimología
Begonia: nombre genérico, acuñado por Charles Plumier, un referente francés en botánica, honra a Michel Bégon, un gobernador de la excolonia francesa de Haití, y fue adoptado por Linneo.
macduffieana: epíteto